# 麗莎·雷
麗莎·雷（英文名：Lisa Ray ，又譯：麗莎·萊伊，1972年4月4日—），生於加拿大安大略多倫多，是一位印度－波蘭裔的加拿大女演員，模特兒，作家，慈善家和社會運動工作者。

## 早年生活
麗莎·雷是加拿大女演員與模特兒，父親為印度籍，母親則是波蘭籍，兩人成婚後至加拿大多倫多定居，並生下麗莎。麗莎在怡陶碧谷郊區長大，她的學業十分優秀，高中時間雖換了三間學校，但麗莎僅僅用了四年就完成了加拿大五年制的高中學業。
由於母親與外祖母的皆為波蘭人關係，麗莎會說波蘭語。而熱愛電影的父親經常帶她觀賞義大利著名藝術電影導演費德里柯·費里尼，以及知名印度裔孟加拉導演薩雅吉·雷的作品，也培養了她對電影的興趣。麗莎十六歲時跟家人在印度度假，無意間被星探相中，走上了模特兒的星途。

## 影視生涯

### 1987-2000
麗莎初次引起矚目是在孟買染料公司的廣告裏，廣告中的麗莎穿著高叉的黑色泳裝與Karan Kapoor 一同出現 。隨後，她便回到加拿大的大學就讀新聞系，想完成她成為記者的志願，但天不從人願。在多倫多郊外的野餐後，麗莎全家正開車返回多倫多，在雙線道的高速公路上被另一輛車迎面撞上。這場車禍意外，讓她的母親受了重傷，四肢癱瘓。也讓麗莎人生從此改變。麗莎中止了學業，再度回到印度，穿著一件紅色的救生員式泳裝出現在 Glad Rags的封面。這張照片對印度就像是法拉·佛西，從德里到果阿，找到通往青少年男孩的臥房的道路，成就她為超級巨星，越來越多的雜誌封面照，商品代言，從化妝品到服飾，並在Star Movie中主持了娛樂新聞節目。
印度時報的民意調查裏，她獲選為『千禧年十大美女之一』，也是前十名內唯一的一位模特兒。

另外，麗莎也出現在努斯拉·法帖·阿里·汗 1994年的暢銷歌曲《Afreen Afreen》音樂MV與有孟加拉之王（The King of Bengal）稱呼的達雷爾·馬哈帝的歌曲《Har taraf tera jalwa》MV中。
麗莎的大螢幕處女作是1994年的印度片《Hanste Khelte》，麗莎在裡面驚鴻一瞥。1998年和R. Sarathkumar合作的泰米爾語電影《Nethaji》，依舊是客串角色，並未引起太多注意。

### 2001-2009
在拒絕了許多角色後，2001年麗莎與Aftab Shivdasani合作演出《Kasoor》開啟她在寶萊塢的表演事業，因為麗莎不會印地語，該片是由Divya Dutta幕後配音。麗莎在這部電影裏的表現引起了知名導演迪帕·梅赫塔的注意，2002年梅赫塔邀請麗莎參予《Bollywood/Hollywood》的演出。電影播出後，引起極大的迴響，麗莎在印度幾乎是壓倒性的成功，但麗莎卻選擇遠走倫敦報讀詩歌課程和演藝學校。

2005年，迪帕·梅赫塔獨排眾議邀請麗莎再度合作《禍水》，麗沙完美地詮釋出《禍水》中純真良善的年輕寡婦卡麗安妮。Metha在接受訪問中說：「與某些人所說的相反，我認為她是飾演這個角色的最佳人選。選擇Lisa是不合常理的……我給了她一個機會因為她有能力為卡麗安妮帶來某些東西──她情感上的猶豫不決與堅毅。我認為麗莎能夠做到，因為她自己的人生歷練。」電影評論家Ebert and Roeperｙ在影評裡盛讚麗沙為『電影裏最美麗的女性』，《禍水》於當年獲得奧斯卡最佳外語片的提名，也將麗莎從印度推向了國際電影舞台，甚至差點成為007電影裡的龐德女郎，但她卻婉拒這個機會。

2005-2007年麗莎陸續接演《All Hat》演出農場女孩，《A Stone's Throw》的老師。而2007年麗莎連續演出兩部由Shamim Sarif所執導的同志電影《看不見的世界》跟《同心難改》更讓麗莎成為女同志心目中的最佳情人之一。

2007年，麗莎參予《Kill Kill Faster Faster》的拍攝，這部由Joel Rose所著廣獲好評的同名小說所改編電影。麗莎在電影裏突破過往尺度，詮釋一位在被逼殺人入獄，導致不信任人性，媚視煙行遊戲花叢尋求想要事物，但內心卻極度可望救贖的Fleur，與男主角吉爾·貝羅斯有多場裸露不羈的性愛場面，引起了極大的話題與震撼，也代表了麗莎不願被侷限在一個固定框架中。

在放誕不羈的《Kill Kill Faster Faster》之後，2008年麗莎旋即交出《Toronto Stories》中溫婉妻子Beth，還有迷你影集《The Summit》，並在2009年伍迪·哈里森的《Defendor》客串演出。同時，麗莎亦在美國影集《Pscyh》客串演出。

2009年9月麗莎在官網公開宣布罹患罕見疾病多發性骨髓瘤，引起影劇圈的關注與震撼。
「骨髓是你身體最深層的核心。這是關於核心的核心，關於妳是誰的核心問題──那是我需要去面對的。」麗莎說著。「上天不斷告訴我這個訊息，但我沒有聽從。我得停下來看看它，而癌症剛好給了我機會。」
麗莎開始在網路上撰寫部落格，取名為「黃色日記」，記錄著自己病情與心路歷程。
麗莎引用自康明斯的名言：「在這個竭盡全力，日日夜夜想同化妳的世界裏，堅決做你自己，而非他人；那意味著要打一場異常艱苦的戰役，而每個人都在為此努力，永無休止。」並告訴自己「Never Stop Fighting永不放棄戰鬥！」

同年麗莎出席多倫多國際電影節，宣傳她和迪帕·梅赫塔第三次合作的《Cooking with Stella》，堅強勇敢地出現在大眾與媒體面前。麗莎也投身許多公益活動，如「5K Your Way Walk/Run－為治癒多發性骨髓瘤而跑」，「加拿大計畫－因為我是女孩」等等。

2009年11月23日，麗莎在一篇《Mane Tamer》中貼出了為幹細胞移植剃髮的照片。就在聖誕節那日，麗莎接受了幹細胞移植。

### 2010-現在
2010年4月麗莎宣布經過幹細胞移植手術，她已經完全康復。康復後的麗莎馬不停蹄的投入工作，接受媒體訪問，拍攝雜誌封面。

身為癌症倖存者的她，在2010年參予了記錄片《1 a Minute》的拍攝，和Olivia Newton-John, Diahann Carroll，梅莉莎·埃瑟里奇，Mumtaz等人一起現身說法。接受了幹細胞移植才痊癒的麗莎，也成了幹細胞技術的直言不諱的倡導者，2011年麗莎拍攝了《Making Myeloma Matter》喚起大眾對多發性骨髓瘤的重視，並參予在印度舉辦的「雅詩蘭黛宣傳乳癌防治意識活動」宣揚乳癌防治的重要性。

2010年麗莎為印度生活旅遊頻道(TLC)拍攝《穿金戴銀遊印度》，介紹印度的珠寶傳統、各種寶石的資訊，以及珠寶相關常識與選購配戴須知。該節目於2011年播出，於2012年2月27日在台灣生活旅遊頻道播出。

2011年麗莎演出舞台劇《泰姬陵》 ，在7月5日，麗莎擔任伊麗莎白女王訪問多倫多的非正式午餐主持人，以及在IIFA獎和Giller獎的主持人。

2011年11月15日， Food Network Canada宣布麗莎將擔任該台收視率最高的節目《加拿大頂尖主廚大對決》第二季的節目主持人，而該節目於2012年3月首播 。

2011麗莎參予了短片《Pacth Town》，電視影集《天才棋探》的演出。
2012年5月18日，《Pacth Town》的導演Ｃraig Goodwill宣布麗莎將參予由《Pacth Town》改編的電影《Boy Toy》，該片將於2012年11月在多倫多開拍。

## 個人生活
麗莎·雷在2009年6月23日被診斷出罹患多發性骨髓瘤。多發性骨髓瘤是漿細胞不正常增生，致使侵犯骨髓的一種惡性腫瘤。 2010年四月，麗莎宣布在經過自體幹細胞移植後，她已經重獲新生。 

麗莎曾經和時尚攝影師Paolo Zambaldi 以及加拿大商人布雷特·威爾遜 傳出交往緋聞。2012年2月，麗莎透過Twitter公開宣布她和管理顧問Jason Dehni的訂婚喜訊。麗莎已於2012年10月20日在加州多納帕谷與Jason Dehni完婚，婚後已定居在加拿大的多倫多。

## 獲獎榮譽
- 2002年多倫多國際電影節票選之＂明日之星＂[20]
- 印度時報評選的千禧年十大印度美女之一
- 憑《禍水》一片獲得溫哥華影評人協會的最佳女主角獎[21]
- 2009年Voice Achievers Award 獎項[22]
- 2009年五月號加拿大版Hello雜誌評選『本國的最美麗的五十位人物』之一
- 2010年Fortis Lisa Ray Award 獎項[23]
- 2011年印度-加拿大小姐大會特別成就獎[24]
- 2012年五月號加拿大版Hello雜誌評選『本國的最美麗的五十位人物』之一
- 2012年Light of India印度之光獎，娛樂藝術類傑出人士People's Choice Award (觀眾票選獎)[25]
- 2013年第三度被加拿大版Hello雜誌評選『本國的最美麗的五十位人物』之一 [26]
- 2013年獲頒英女王鑽禧獎章[27]

## 慈善活動
- 2009 : 5K Your Way Walk，為治癒多發性骨髓瘤Run, MMWalk for the Cure
- 2009 : 加拿大計畫『因為我是女孩』活動
- 2010 : 加拿大計畫『因為我是女孩』活動
- 2010 : 參予"1 a Minute" 電影，激勵罹患癌症的女性並給予她們希望
- 2010 : 雅詩蘭黛宣傳乳癌防治意識活動[28]
- 2011 : " Make Myeloma Matter"重視多發性骨髓癌活動[29]
- 2011 : Artbound , in support of Free The Children
- 2011 : GIRL 20 SUMMIT-G20峰会
- 2012 : 平等對待罕見疾病公益活動
- 2012 : 泉源癌症『畢業』時尚秀之公益活動
- 2012 : 點燃星火SPARK公益活動 [30]

## 演藝作品

### 電影
除非有特別註明，否則以下作品皆為英文。
| 年份 | 影片                   | 影片                    | 角色               | 備註                               |
| 年份 | 中文譯名               | 原名                    | 角色               | 備註                               |
| ---- | ---------------------- | ----------------------- | ------------------ | ---------------------------------- |
| 1994 |                        | Hanste Khelte           | Rekha              | 印度語電影                         |
| 1988 | 《英雄領袖》           | Nethaji                 | Priya              | 泰米爾語電影                       |
| 2001 | 《真相》               | Kasoor                  | Simran Bhargav     | 印度語電影                         |
| 2002 |                        | Takkari Donga           | Rachel Mannus      | 泰盧固語電影                       |
| 2002 | 《寶萊塢/好萊塢》      | Bollywood/Hollywood     | Sue (Sunita) Singh |                                    |
| 2004 | 《累贅嬌妻》           | Ball & Chain            | Saima              |                                    |
| 2004 |                        | Yuvaraja                | Lovely             | 卡納達語電影                       |
| 2005 | 《禍水》               | Water                   | Kalyani            | 獲第79屆奧斯卡金像獎最佳外語片提名 |
| 2005 | 《尋找恐懼》           | Seeking Fear            | Nina Atwal         |                                    |
| 2006 | 《賣花人》             | The Flowerman           | Louise             | 短片                               |
| 2006 | 《四分之一的人生危機》 | Quarter Life Crisis     | Angel              |                                    |
| 2006 | 《一箭之遙》           | A Stone's Throw         | Lia                |                                    |
| 2007 | 《同心難改》           | I Can't Think Straight  | Tala               |                                    |
| 2007 | 《看不見的世界》       | The World Unseen        | Miriam             |                                    |
| 2007 | 《智取農場》           | All Hat                 | Etta Parr          |                                    |
| 2008 | 《殺殺更快更快》       | Kill Kill Faster Faster | Fleur              |                                    |
| 2008 | 《多倫多故事》         | Toronto Stories         | Beth               |                                    |
| 2009 | 《昏睡》               | Somnolence              | Jeany Rodriguez    |                                    |
| 2009 | 《保衛者》             | Defendor                | Dominique Ball     |                                    |
| 2009 | 《與史特拉一起作飯》   | Cooking with Stella     | Maya Chopra        |                                    |
| 2009 | 《泡妞達人》           | Let the Game Begin      | Eva                |                                    |
| 2010 | 《交易員遊戲》         | Trader Games            | Sarah              |                                    |
| 2010 |                        | 1 a Minute              | Star               |                                    |
| 2011 |                        | Patch Town              | Bethany Franks     |                                    |

### 電視
| 年份 | 影片                          | 影片              | 角色             | 備註                                       |
| 年份 | 中文譯名                      | 原名              | 角色             | 備註                                       |
| ---- | ----------------------------- | ----------------- | ---------------- | ------------------------------------------ |
| 2007 | 《血之羈絆》-〈冷石〉         | Blood Ties        | Elena            | 電視影集第一季第九集〈Stone Cold〉         |
| 2008 | 《G8高峰危機》                | The Summit        | Maggie Carpenter | 電視迷你影集                               |
| 2009 | 《靈異妙探》-〈寶萊塢謀殺案〉 | Psych             | Sita             | 電視影集第四季第六集〈Bollywood Homicide〉 |
| 2010 | 《神探默多克》-〈幕後黑手〉   | Murdoch Mysteries | Mirala           | 電視影集第四季第九集〈The Black Hand〉     |
| 2011 | 《天才棋探》                  | Endgame           | Rosemary Venturi | 電視影集                                   |

### 舞台劇
| 年份 | 節目       | 節目 | 角色              |
| 年份 | 中文譯名   | 原名 | 角色              |
| ---- | ---------- | ---- | ----------------- |
| 2011 | 《泰姬陵》 | Taj  | Princess Jahanara |

### 節目主持
| 年份 | 節目                     | 節目            | 備註                     |
| 年份 | 中文譯名                 | 原名            | 備註                     |
| ---- | ------------------------ | --------------- | ------------------------ |
| 2011 | 《穿金戴銀遊印度》       | Oh My Gold      | TLC旅遊生活頻道節目      |
| 2012 | 《加拿大頂尖主廚大對決》 | Top Chef Canada | 第二季，加拿大食品網節目 |

### 節目訪談
| 年份 | 節目         | 節目                   | 備註                   |
| 年份 | 中文譯名     | 原名                   | 備註                   |
| ---- | ------------ | ---------------------- | ---------------------- |
| 2005 | 《英文虎報》 | The Standard           | 電視影集               |
| 2010 |              | Great Canadian Books   | 第一季第七集           |
| 2011 |              | The Marilyn Denis Show | 第一季第57集           |
| 2012 |              | The Hour               | Episode #8.122, #8.123 |

### 雜誌封面
| 年份 | 雜誌                   | 發行       | 備註 |
| ---- | ---------------------- | ---------- | ---- |
| 2002 | Anokhi Vibe (Canada)   | 2012冬季版 |      |
| 2002 | Take One (Canada)      | 9月號      |      |
| 2002 | Elm Street (Canada)    | 十一月號   |      |
| 2006 | RIVAAJ Magazine        | 五月號     |      |
| 2006 | Toronto Life (Canada)  | 八月號     |      |
| 2007 | NIRVANA Woman          | 2007       |      |
| 2007 | Chatelaine (Canada)    | 九月號     |      |
| 2007 | Glow (Canada)          | 十二月號   |      |
| 2009 | Asian woman(Canada)    | 四月號     |      |
| 2009 | M Magazine (Canada)    | 六月號     |      |
| 2009 | Harper's Bazaar India  | 六月號     |      |
| 2009 | Hi! Blitz (Canada)     | 七月號     |      |
| 2010 | Time (India)           | 二月號     |      |
| 2010 | People (India)         | 五月號     |      |
| 2010 | Mega Modelz (India)    | 八月號     |      |
| 2010 | Vogue (India)          | 八月號     |      |
| 2010 | Elle (India)           | 十月號     |      |
| 2010 | Prevention (India)     | 十一月號   |      |
| 2010 | The Man (India)        | 十二月號   |      |
| 2011 | City Life (Canada)     | 六/七月號  |      |
| 2011 | ANOKHI (Canada)        | 七/八月號  |      |
| 2011 | Fusia Magazine         | 第二號     |      |
| 2011 | More Magazine (Canada) | 二/三月號  |      |

### MV
| 年份 | 歌曲                 | 演唱者                | 備註 |
| ---- | -------------------- | --------------------- | ---- |
| 1996 | Afreen Afreen        | Nusrat Fateh Ali Khan |      |
| 1999 | Har Taraf Tera Jalwa | Daler Mehndi          |      |

## 商品代言
- 瑞士雷達表的印度地區品牌代言人

## 外部連結
- 麗莎·雷在互联网电影资料库（IMDb）上的資料（英文）
- GlamSham article
- Lisa Ray back with a bang